# 애비 호프먼

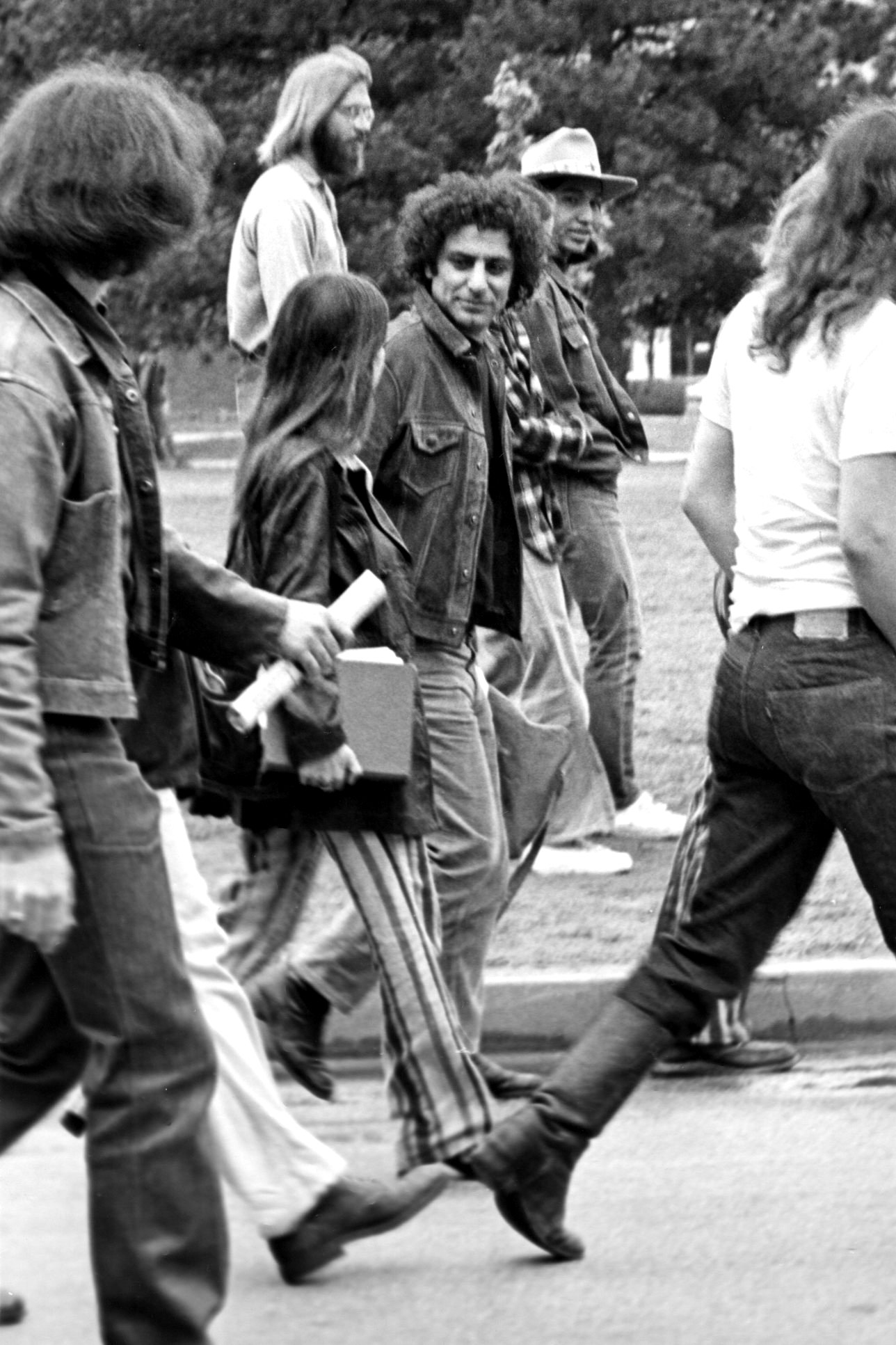
1969년 오클라호마 대학교에서의 애비 호프먼

애비 호프먼(Abbie Hoffman, 1936년 11월 30일 ~ 1989년 4월 12일)은 미국 매사추세츠주 우스터 출신의 신좌파 성향의 정치, 사회 활동가이자 아나키스트이다.

## 생애
브랜다이스 대학교에서 수학 중 마르쿠제의 영향을 받아 정치 활동에 입문한다. 시카고 7인의 일원으로 흔히 "Yippies"라고 불리는 청년국제당의 창당을 주도한 사람 중 한 사람이다. 배우자인 애니타 호프먼과 함께 신좌파 활동에 참여하였다. 이피 문화의 상징적 도서인 『이 책을 훔쳐라』의 저자이기도 하다.

## 같이 보기
- 청년 국제당
- 이 책을 훔쳐라
- 제리 루빈
- 애니타 호프먼
- 이 영화를 훔쳐라!
- 데이비드 델린저